# Neva Play
«Neva Play» — песня американской рэп-исполнительницы Megan Thee Stallion при участии южнокорейского рэпера RM из группы BTS. Она была выпущена 6 сентября 2024 года лейблами Hot Girl Productions и Warner Music Group в качестве ведущего сингла с альбома Megan: Act II (2024) — делюкс-переиздания третьего студийного альбома Меган Megan (2024). «Neva Play» является официальной тематической песней для шоу «WWE SmackDown» на телеканале USA Network.

## Предыстория
После ухода из 1501 Certified Entertainment Меган Ти Сталлион основала собственный независимый лейбл Hot Girl Productions и выпустила свой третий студийный альбом под названием Megan 28 июня 2024 года. Альбом включал в себя сингл «Hiss», который занял первое место в американском чарте Billboard Hot 100. Ранее рэперша сотрудничала с южнокорейской бой-группой BTS, выпустив ремикс на их песню «Butter» в 2021 году. 29 августа 2024 года она начала намекать на новое сотрудничество с группой, опубликовав в Twitter серию эмодзи "🐎X💜 👀". На следующий день аккаунт группы ответил ей текстом "🐎X🦔(🐨) "Coming Soon! 💜👀". 1 сентября Меган официально объявила о сотрудничестве с участником BTS RM, песня под названием «Neva Play» должна была выйти 6 сентября 2024 года. Вместе с анонсом она опубликовала обложку сингла, на которой она изображена с синими волосами и пачкой денег, а RM смотрит через плечо, и добавила, что «это один из моих любимых куплетов RM, которые я когда-либо слышала! Я никогда не слышала, чтобы он так читал рэп раньше».

## Музыкальное видео
Клип на песню «Neva Play» был опубликован на YouTube одновременно с релизом сингла. В видео Меган читает рэп в реальных сценах, в то время как RM появляется в анимационной форме для своего куплета.

## Награды и номинации
| Награда            | Год  | Категория                             | Результат | Ист.  |
| ------------------ | ---- | ------------------------------------- | --------- | ----- |
| Music Awards Japan | 2025 | Выбор слушателей: Международная песня | Победа    | [ 7 ] |

## Чарты
| Чарты (2024)                            | Наивысшая позиция |
| --------------------------------------- | ----------------- |
| Австралия Hip Hop/R&B (ARIA)            | 20                |
| Канада (Billboard Canadian Hot 100)     | 63                |
| Мир (Billboard Global 200)              | 17                |
| Греция International (IFPI)             | 52                |
| Индия India International (IMI)         | 2                 |
| Ирландия (IRMA)                         | 97                |
| Япония Digital Singles (Oricon)         | 27                |
| Япония Download Songs (Billboard Japan) | 22                |
| Япония Hot Overseas (Billboard Japan)   | 19                |
| Литва (AGATA)                           | 93                |
| Новая Зеландия Hot Singles (RMNZ)       | 2                 |
| Филиппины (Philippines Hot 100)         | 61                |
| Сингапур (RIAS)                         | 22                |
| Республика Корея Download (Circle)      | 19                |
| Великобритания (OCC UK Singles)         | 66                |
| Великобритания (OCC UK Hip Hop/R&B)     | 16                |
| США (Billboard Hot 100)                 | 36                |
| США (Billboard Hot R&B/Hip-Hop Songs)   | 7                 |

## История релиза
| Регион    | Дата                 | Формат                              | Лейбл           | Ист.   |
| --------- | -------------------- | ----------------------------------- | --------------- | ------ |
| Различные | 6 сентября 2024 года | Цифровое скачивание музыки Стриминг | Hot Girl Warner | [ 26 ] |
| Различные | 7 сентября 2024 года | CD                                  | Hot Girl Warner | [ 27 ] |